# 橋本宇太郎
橋本宇太郎（1907年2月27日—1994年7月24日），日本職業围棋棋手，因取得第2、5、6期本因坊戰頭銜，故號本因坊昭宇。
橋本宇太郎拜於濑越宪作门下，是吳清源和曹薰铉的師兄。創立了關西棋院（並非日本棋院的關西分部，而是與日本棋院分庭抗禮的新棋院）。
1945年在進行與岩本薰的第3期本因坊挑戰賽第2局，恰遇廣島原子彈爆炸，即載入棋史的「核爆下的本因坊戰」。他與坂田榮男的「升仙峽大逆轉」之局被收編入日本圍棋史而流芳百世。他在日本棋壇被譽為「風雪仙翁不老松」。
2014年7月18日、列入圍棋殿堂（第11回圍棋殿堂表彰）。

## 戰績

### 七大頭銜紀錄
| 頭銜   | 總計 | 年份             | 期數        |
| ------ | ---- | ---------------- | ----------- |
| 本因坊 | 3期  | 1943、1950、1951 | 第2、5、6期 |
| 十段   | 2期  | 1962、1971       | 第1、9期    |
| 王座   | 3期  | 1953、1955、1956 | 第1、3、4期 |

累積獲得合計8頭銜

### 其他棋戰
- NHK杯電視圍棋淘汰賽 1956、1963年
- 早碁選手権戰 1970年
- プロ十傑戰 1970年
- 早碁名人戰 1960年
- 關西棋院第一位決定戰 1968、1969、1980年
- 大手合優勝者決戰淘汰賽優勝 1936年春・秋、1938年秋
- 大手合優勝 甲組・第一部 1931年秋、1939年秋、1946年春

### 榮譽
- 1955年 兵庫県文化賞
- 1969年 紫綬褒章
- 1973年 大阪文化賞
- 1977年 勲三等旭日中綬章
- 1981年 大倉賞
- 1983年 神戸市文化賞
- 2014年 圍棋殿堂表彰

## 関連項目
- 本因坊
- 關西棋院